# Georgios Tsitas
Georgios Tsitas (n. 1872, İzmir, vilayetul Aidin⁠(d), Imperiul Otoman – d. anii 1940) a fost un luptător ce a reprezentat Grecia, medaliat olimpic. A participat la o ediție a Jocurilor Olimpice (1896) în care a câștigat o medalie de argint.

## Participări
Lista de mai jos prezintă principalele competiții la care a participat Georgios Tsitas de-a lungul carierei.
- wrestling at the 1896 Summer Olympics – men's Greco-Roman[*]